# Cleptocaccobius biceps
Cleptocaccobius biceps là một loài bọ cánh cứng trong họ Bọ hung (Scarabaeidae).